# Station Aiguebelette-le-Lac
Station Aiguebelette-le-Lac is een spoorwegstation in de Franse gemeente Aiguebelette-le-Lac.